# Kanarraville
Kanarraville és una població dels Estats Units a l'estat de Utah. Segons el cens del 2000 tenia 311 habitants.

## Demografia
Segons el cens del 2000, Kanarraville tenia 311 habitants, 125 habitatges, i 96 famílies. La densitat de població era de 266,8 habitants per km².
Dels 125 habitatges en un 24% hi vivien nens de menys de 18 anys, en un 68% hi vivien parelles casades, en un 8% dones solteres, i en un 22,4% no eren unitats familiars. En el 21,6% dels habitatges hi vivien persones soles el 16% de les quals corresponia a persones de 65 anys o més que vivien soles. El nombre mitjà de persones vivint en cada habitatge era de 2,49 i el nombre mitjà de persones que vivien en cada família era de 2,86.
Per edats la població es repartia de la següent manera: un 22,2% tenia menys de 18 anys, un 8,7% entre 18 i 24, un 19,3% entre 25 i 44, un 28,3% de 45 a 60 i un 21,5% 65 anys o més.
L'edat mediana era de 44 anys. Per cada 100 dones de 18 o més anys hi havia 82,1 homes.
La renda mediana per habitatge era de 34.375 $ i la renda mediana per família de 38.906 $. Els homes tenien una renda mediana de 25.938 $ mentre que les dones 13.750 $. La renda per capita de la població era de 14.773 $. Entorn del 10% de les famílies i el 40% de la població estaven per davall del llindar de pobresa.

## Poblacions més properes
El següent diagrama mostra les poblacions més properes.